# Хьюз, Люк
Люк Уоррен Хьюз (англ. Luke Hughes; род. 9 сентября 2003, Орландо, Флорида, США) — американский хоккеист, защитник клуба НХЛ «Нью-Джерси Девилз».

## Карьера

### Юниорская
Хьюз был включен в состав команды Мичиганского университета в сезоне 2021—22. Он стал лидером лиги по результативности среди защитников, забив 17 голов и сделав 22 передачи, набрав 36 очков в 41 игре. В сезоне 2022–23 он забил 10 голов и сделал 38 передач, заняв второе место по очкам за игру среди защитников. 23 июля 2021 года Хьюз был выбран под четвёртым номером на драфте НХЛ 2021 года командой «Нью-Джерси Девилз».

### Клубная
8 апреля 2023 года Хьюз подписал трехлетний контракт новичка с «Нью-Джерси Девилз». Хьюз дебютировал в НХЛ 11 апреля в игре против «Баффало Сэйбрз», которую «Дьяволы» выиграли со счетом 6–2. В следующей игре он забил свой первый гол в НХЛ, который стал победным, и сделал результативную передачу в игре против «Вашингтон Кэпиталз», выигранной «Дьяволами» в овертайме со счетом 5–4. Хьюз дебютировал в плей-офф 7 мая в матче против «Каролина Харрикейнз», отдав две передачи в третьей игре против «Дьяволов», выигранной со счетом 8–4.

### Международная
Хьюз представлял Соединённые Штаты на Чемпионат мира по хоккею с шайбой среди юниорских (до 17) команд 2019, где он забил один гол, сделал три голевые передачи в шести играх и выиграл серебряную медаль.
5 мая 2022 года Хьюз был включен в состав мужской сборной США по хоккею с шайбой для участия в чемпионате мира по хоккею с шайбой 2022 года. На чемпионате он забил один гол и сделал три голевые передачи в десяти играх.
12 декабря 2022 года Хьюз был включен в состав мужской молодёжной сборной США по хоккею с шайбой для участия в молодёжном чемпионате мира по хоккею 2023 года. Во время турнира он был капитаном команды, забил четыре гола, сделал одну голевую передачу в семи играх и завоевал бронзовую медаль.

## Личная жизнь
Люк из хоккейной семьи. Его отец Джим Хьюз — бывший хоккеист и капитан команды колледжа Провиденса, работал помощником тренера «Бостон Брюинз» и директором по развитию игроков «Торонто Мейпл Лифс». Его мать, Эллен Вайнберг-Хьюз играла в хоккей, лакросс и футбол в Университете Нью-Гэмпшира. Также она играла за сборную США по хоккею и выиграла серебряную медаль чемпионата мира 1992 года.
У Хьюза есть 2 старших брата, Джек и Куинн, которые также являются профессиональными хоккеистами. Куинн был выбран «Ванкувер Кэнакс» под общим 7-м номером на драфте НХЛ 2018 года, а  Джек — «Нью Джерси Дэвилз» под общим 1-м номером на драфте НХЛ 2019 года.

## Статистика

### Клубная карьера
| Сезон       | Команда              | Лига        | И  | Г  | П  | О  | +/− | И | Г | П | О | +/− |
| 2021–22     | Университет Мичигана | B1G         | 41 | 17 | 22 | 39 | 10  | — | — | — | — | —   |
| 2022–23     | Университет Мичигана | B1G         | 39 | 10 | 38 | 48 | 26  | — | — | — | — | —   |
| 2022–23     | Нью-Джерси Девилз    | НХЛ         | 2  | 1  | 1  | 2  | 0   | 3 | 0 | 2 | 2 | 0   |
| 2023–24     | Нью-Джерси Девилз    | НХЛ         | 82 | 9  | 38 | 47 | 28  | — | — | — | — | —   |
| Всего в НХЛ | Всего в НХЛ          | Всего в НХЛ | 84 | 10 | 39 | 49 | 28  | 3 | 0 | 2 | 2 | 0   |

### Международная
| Год                                    | Сборная                                | Турнир                                 | Место                                  |    | И | Г | П  | О | +/− |
| 2019                                   | США (юниор.)                           | ЮЧМ (до 18)                            | 2                                      | 6  | 1 | 3 | 4  | 0 |     |
| 2022                                   | США                                    | ЧМ                                     | 4-е                                    | 10 | 1 | 3 | 4  | 0 |     |
| 2022                                   | США (мол.)                             | МЧМ (до 20)                            | 5-е                                    | 5  | 1 | 5 | 6  | 0 |     |
| 2023                                   | США (мол.)                             | МЧМ (до 20)                            | 3                                      | 7  | 4 | 1 | 5  | 2 |     |
| 2024                                   | США                                    | ЧМ                                     | 5-е                                    | 8  | 2 | 3 | 5  | 2 |     |
| Всего на юниорском и молодёжном уровне | Всего на юниорском и молодёжном уровне | Всего на юниорском и молодёжном уровне | Всего на юниорском и молодёжном уровне | 18 | 6 | 9 | 15 | 2 |     |
| Всего за сборную США                   | Всего за сборную США                   | Всего за сборную США                   | Всего за сборную США                   | 18 | 3 | 6 | 9  | 2 |     |